# Болести и повреде стопала
Болести и повреде стопала су патолошко стање узрокована многобројним етиолошким факторима. Оне значајно утиче на одржавање тела у усправном положају и бројне човекове функције у кретању на две ноге. Из чињенице да човек спада у групу табанаша; и да његово стопало читавим доњим делом носи тежину тела, произилази и велики значај болести и повреда стопала и њиховог успешног лечења, како оболела или повређена особа не би патила и представља терет за породицу и друштво у целини.

## Општа разматрања
Људска еволуција омогућила је прогресивне промене у скелетној архитектури и меком ткиву стопала како би се оно носило са новим захтевима животне средине. Од орангутана до шимпанзе, од гориле до човека, најважније еволуционе модификације скелета обухватале су прогресивно смањење дисталне области фаланге уз губитак функције захватања предмета и повећање проксималних костију (астрагалус, калканеум) да би се добила отпорна и флексибилна структура. У склопу наведених еволуциних промена у површном омотачу стопала, које је прекривено кожом и меким ткивом, посебно на табану кожа стопала је постала гушћа, што је стопала учинила ослонцем тела, способним да поднесе тежину тела и кретања на само две ноге.
Такође треба имати у виду да су се човекова стопала развијала као динамичан механизам и самим тим нису у потпуности прилагођена дужем стајању у једном положају, јер то изазива умор и бол. Њима је биолошки одређено да ходају, за разлику од седења и стајања.
Како болести и повреде стопала могу значајно утицати на нормалан живот оболеле особе, јер често захтевају дугу негу и скупе програме лечења и рехабилитације, то представља терет за породицу и друштво у целини.
Упркос наведеним специфичним и јединственим карактеристикама и значају стопала у животу људи, болести и/или оштећења стопала и њихова реконструкција била је потцењена дуги низ година, а ампутација се до краја 20. века сматрала лечењем избора за велика оштећења стопала изазвана повредом или болешћу.
У 21. веку, доста тога се мења, па дефиниција реконструкције болесног стопала узима у обзир — реконструкцију ткива, обнављање функција и козметичку рехабилитацију. С обзиром на могућа велика оштећења стопала, следећа два питања су обавезна у решавању ове проблематике:
- Може ли и треба ли се спасити оболело стопало?
- Како се може постићи најбољи функционални и морфолошки опоравак болесног стопала?

## Релевантна анатомија стопала
Људско стопало је анатомски гледано снажна и комплексна структура која садржи 26 кости, 33 зглоба и више од стотину мишића, тетива, фасција, нерава и крвних судова који су топографски сврстани у 4 региона — глежањ, табан, леђни део и ножни прсти.

### Кожа и поткожно масно ткиво
Кожа стопала, осим табана, слична је кожи у другим деловима тела, изузев код новорођенчета код кога је танка (да би временом постала дебља као реакција на притисак тежине детета када почне да хода).
Длаке и лојне жлезде присутни су само у леђном делу коже стопала, док су екрине жлезде дифузно распоређене само у табанима.
Поткожно масно ткиво је слабо присутна у леђном делу стопала, али је врло густе и зрнасте структуре у табану, у коме је раздвајено тетивама или везивним влакна између дермиса и плантарне фасције, градећи тако својеврстан „амортизер" за стајање или ходање.
Табан стопала састоји се од четири слоја, а то су кожа, поткожно масно ткиво, плантарна фасција и мишићи.
Плантарна фасција је снажан везивно ткивни омотач стопала који се протеже између унутрашњег туберкулума калканеума и главица пет метатарзалних костију. Бројним септама (преградама) које полазе из ове фасција разврстани су мишиће стопала на три одељка. Мишићи за пети ножни прст налазе се у медијалном одељку, мишићи ножног палца су у спољашњем одељку а сви остали мишићи стопала су у средишњем одељку.

### Мишићи стопала
Мишиће стопала коштане структуре раздвајају на групу мишићна дорзалне и групу мишића леђне стране стопала (mm.extensor brevis digitorum medialе и mm. extensor hallucis lateralе) и мишиће плантарне стране, која је подељена у четири слоја.
- Први слој, који је најповршнији, састоји се од m. abductor hallucis, m. abductor minimi digiti, и m. flexor brevis digitorum.
- Други слој сачињен је од m. flexor accessorius и m. lumbricales.
- Трећи слој чине m. flexor brevis hallucis, m. flexor brevis minimi digiti, m. adductor obliquus hallucis и m. adductor transversus hallucis.
- Четврти слој, који је најдубљи, састоји се од леђних и плантарних интеркоштаних мишића.

### Костур стопала
Костур стопала представља, у целини, неку врсту плантарног лука са унутрашњом страном вишом од спољашње, ограничене проксимално са два туберкула калканеуса и дистално главама метатарзалних костију. Током развоја људске локомоције, спољашњи лук добио је задатак да подржава тежину тела у стојећем положају, а унутрашњи лук, је укључен у циклус ходања.
Коштане структуре стопала се могу поделити у три дела:
Кости ножја (lat. tarsus): састоје се од 7 костију и то — петне кости (lat. os calcaneus), глежањске кости (lat. os talus), чунасте кости (lat. os naviculare), коцкасте кмосте (lat. os cuboideum) и три клинасте кости (lat. ossa cuneiforme).
Кости доножја (lat. metatarsus): састоје се од 5 метатарзалних костију.
Кости чланака пристију (lat. phalanges): састоје се од 14 (по 3 кости за 2,3,4 и 5 фалангу и 2 кости за прву фалангу).
Сва три дела костура стопала повезана су у јединствену целину зглобним везама и мишићима, што омогућава овом сложеном систему да олакша кретање свих анатомских структура стопала.

## Биомеханика стопала
Током кретања тела, телесна тежина се преноси са петне кости на прву и пету кост доножја, чинећи тако упориште стопала. Ове три носеће тачке, спојене костима, лигаментима и мишићима, формирају унутрашњи и спољни уздужни свод и попречни предњи и задњи свод стопала. У стварању сводова стопала учествују:
- Веза и лигаменти стопала, међу којима су најважнији lig. calcaneonaviculare, lig. plantare longumи, и најповршније постављена, плантарна апонеуроза.
- Мишићи потколенице (осим m. triceps surae) и мишићи стопала Мишићи су једини активни подупирачи сводова, док кости, лигаменти и везе сводове подржавају пасивно.

Унутрашњи лонгитудинални свод стопала
Унутрашњи лонгитудинални свод почиње од туберкулума петне кости, наставља се преко талуса, навикуларне кости, медијалне кунеиформне кости и спушта се дуж метатарзалне кости до њене главе. Тачка унутрашњег уздужног свода која је највише подигнута од подлоге на којој човек стоји (15 - 20 mm) је доња ивица навикуларне кости.
Спољни уздужни свод стопала
Спољни уздужни свод протеже се од туберкла пете кости преко кубоидне кости дуж пете метатарзалне кости до његове главице. Највиша тачка у спољњем уздужном своду је кубоидна кост која је 3 до 5 mm одигнута од подлоге.
Попречни предњи свод стопала
Попречни предњи свод повезује предње упорне тачке стопала, односно главицу прве и пете метатарзалне кости. Највиша тачка попречног лука је глава друге метатарзалне кости код одраслих, а код деце је због инверзије стопала највиша тачка главица прве метатарзалне кости.
Задњи попречни лук стопала
Задњи попречни лук смештен је у подручју трију клинастих костију и коцкасте кости.

## Епидемиологија
Чиреви на ногама су прилично чести, чак и ако се стопа учесталости искључиво односи на различите етиологије.
Трауме стопала и глежња чине готово 50% свих траума које погађају доњи удове, великим делом и због све већег броја саобраћајних несрећа у возилима, у којима углавном активни млади људи, задобијају оштећења стопала са све тежим последицама. Појединци који се баве одређеним врстама физичких активности (нпр. плесачи, фудбалери, скијаши) такође су укључени у ову високу стопу учесталости.
Пол и старост утичу на васкуларну патологију болести стопала (нпр. артериопатије, Биргерова болест од које болује око 90% мушкараца), Рејноова болест од које болује 90% код жена, зачепљење вена) и дисметаболичке аномалије (нпр. шећерна болест).
Тумори стопала су ретки; меланом је најчешћи тип, а тумори стопало чини 5% његове локализације.

## Етиологија
Болести и повреде стопала се према етиологији могу сврстати у шест главних категорија: трауме, васкуларне болести, метаболичке болести, тумори, инфекције и малформације.

### Трауме
Трауматска етиологија стопала често је повезана са несрећама у саобраћају или несрећама на раду. Трауме или повреде стопала могу бити акутне или хроничне, благе или тешке (на пример, лакша повреда стопа може настатина стопалу плесача).
Како нека занимања захтевају сталну употребу стопала, које је у тим условима уједно и у лошем механичком положају, што доводи до појаве бола и инвалидност; код ових пацијената траумом изазвана болест стопала се може врло брзо санирати само уз добру циркулацију.
Траума која изазива болест стопала се такође може схватити и као фактор преципитације или фактор који указује на постојећу ситуацију.
| Подела траума стопала према обиму и хроницитету лезије. | Подела траума стопала према обиму и хроницитету лезије.                | Подела траума стопала према обиму и хроницитету лезије. |
| Класа                                                   | Обим лезије                                                            |                                                         |
| ------------------------------------------------------- | ---------------------------------------------------------------------- | ------------------------------------------------------- |
| Прва класа                                              | - Мали губитак меког ткива стопала (мањи од 3 cm²)                     |                                                         |
| Друга класа                                             | - Велики губитак ткива стопала (већи од 3 cm²) - Bез захватања костију |                                                         |
| Трећа класа                                             | - Велики губитак ткива - Уз захватање костију                          |                                                         |

### Васкуларне болести
Васкуларна етиологија болести стопала узрокована је нарушеном циркулацијом у артеријама или венама ноге. Исхемија или венска стаза доводе до хипоксије у ткивима, а она резултује некрозом која често доводи до појаве чира (уклцерације) која тешко зараста.
Манифестације опструкције артерија су чешће код мушкараца и углавном су последица дистрофије која је локализована на дисталном делу стопала, а укључују и ножне прсте.
Венска стаза је обично ретка у стопалу, а ови чиреви су често локализовани у малеоларним регионима или у пределу пете, а почињу као едема ткива и екцем.
Васкуларни чиреви су обично болни и склони су честим бактеријским инфекцијама собзиром на функцију стопала, и блиском контакту са бројним патогенима у његовом окружењу.

### Метаболичке болести
Метаболичку патологију у стопалу често изазивају неуроваскуларне промене у целом телу. Микроангиопатија и неуропатија одређују развој улцерација (чирева) локализованих на плантарној страни стопала.
Бактеријска инфекција анаеробима је прилично честа. Најчешћи узроци су шећерна болест, алкохолизам, факоматоза и гихт (подагра).

### Тумори
Меланоми, епителиоми и саркоми костију или меког ткива представљају најчешће неоплазме које могу погодити ово подручје, чак и ако се тумори стопала сматрају ретком патологијом.

### Инфекције
Инфективни чиреви су често секундарна појава након трауме, васкуларни оштећења или у шећерној болести. Патолошке промене у након инфекције стопала утичу на ниску периферну оксигенацију (хипоксију ткива) и промовишу умножавања анаеробних, грам-негативних микроорганизме и сапрофитне флоре.

### Малформације
Конгениталне болести, попут бодљикавог стопала или бифидне кичме, су ретке. Оне су повезане са деформитетом скелетних и неуролошких промена и често утичу на настанак чирева на појединим подручјима стопала.

## Индикације
Индикације за конзервативно лечење су болести
- Васкуларна етиологија
- Метаболичка етиологија
- Инфективне етиологије

Индикације за хируршко лечење су болести
- Трауматске етиологије
- Неопластичне етиологије
- Дефекти коже стопала, који захтевају примену кожних трансплантата
- Дефекти костију стопала, који захтевају примену коштаних графтова

## Контраиндикације
Контраиндикације за лечење болести стопала су:
- Неопластична етиологија болести стопала.
- Макроскопска бактеријска контаминација и некроза стопала, за коју је потребан поступак лечења спровести у два корака: прво очистите стопало од инфекције; друго, реконструисати стопало.
- Тешка траума која укључује оштећење 2 од 3 васкуларна сегмента ногу, тешку васкуларну или дисметаболичку болест.
- Лоше опште стање пацијента.
- Тешка навика пушења.

## Дијагноза
Дијагноза се поставља на основу анамнезе (историје болести), иниџинга, лабораторијских и других тестова.
Имиџинг
Радиографијом ногу и/или стопала код пацијената са траумом или са остеокутаним лезијама, треба одредити степен оштећења коштаних структура стопала.
Радиографију грудног коша треба обавезно обавити код болесника код кога је то индицирано малигним промена или историјом болести.
Нуклеарна магнетна резонанца посебно је индицирана за проучавање лигамената и зглобова, али и за процену оштећења меког ткива стопала.
Доплер сонографијом или ангиографијом може се проценити стање васкуларизације стопала и ногу и идентификовати перфорати као могући узрок васкуларних оштећења.
Лабораторијски тестови
Лабораторијски тестовима треба проверити:
- Комплетну крвну слику,
- Одредити протромбинско време и активирано делимично тромбопластинско време да би се искључило постојање коагулопатија.
- Проверите да ли постоји висок ниво шећера у крви ако на то сугерише анамнеза.